# Vessie
2. Rein -
3. Pelvis rénal -
4. Uretère -
5. Vessie - 

6. Urètre -
7. Glande surrénale -
8. Artère et veine rénales -
9. Veine cave inférieure -
10. Aorte abdominale -
11. Artère et veine iliaques communes -
12. Foie - 
13. Gros intestin - 
La vessie est l'organe du système urinaire dont la fonction est de recevoir l'urine terminale produite par les reins puis de la conserver avant son évacuation au cours de la miction. L'urine arrive dans la vessie par les uretères et est émise via l'urètre.

## Anatomie et physiologie

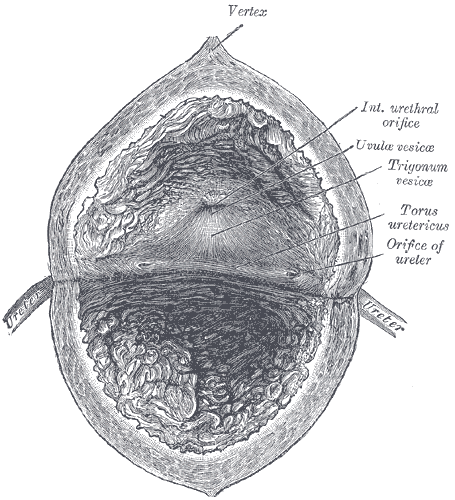
Vue intérieure de la vessie montrant l'urothélium qui tapisse l'intérieur de la vessie et le détrusor en coupe.

La vessie est un organe musculaire pelvien creux de la forme d'une pyramide dont l'apex est étirée vers le haut et l'avant. Le point le plus déclive de la vessie est l'urètre par lequel l'urine sera évacuée lors de la miction. Ses parois sont constituées d'un muscle lisse, le détrusor. Il est recouvert sur sa face intérieure d'un épithélium transitionnel (stratifié), l'urothélium.
Le remplissage maximal habituel de la vessie est d'une capacité physiologique de 300 à 600 ml chez l'adulte. Au-delà, son remplissage est pathologique et la vessie peut acquérir une forme de globe, d'où le nom de globe vésical (elle peut contenir jusqu'à six litres avant rupture). La sensation de besoin se fait ressentir à partir d'environ 300 ml.
La vessie est en rapport en avant avec la symphyse pubienne, cela la protège contre les chocs antérieurs. Entre ces deux éléments se trouve l'espace pré-vésical de Retzius, il a un rôle d'amortisseur pour la vessie du fait de la présence de tissu graisseux. Cranialement à travers le péritoine la vessie a des rapports avec des anses grêles et le côlon sigmoïde. Chez l'homme, elle est en rapport caudalement avec la prostate, et dorsalement avec le rectum et les vésicules séminales. Chez la femme, elle possède des rapports postérieurs avec le vagin et craniaux avec l'utérus.
Les uretères pénètrent dans la vessie en biais, à la hauteur de sa face dorso-latérale : le trigone vésical. Cette zone triangulaire est histologiquement et embryologiquement distincte du reste de la vessie, ses capacités de dilatation sont moindres. En effet, il s'agit d'un tissu d'origine wolffienne donc du mésoderme intermédiaire, contrairement à la vessie qui dérive du sinus uro-génital qui est, lui, de l'endoderme. 
L'ouraque est un canal fibreux virtuel imperméable qui relie le pôle antéro-supérieur de la vessie à l'ombilic : c'est un résidu embryologique du canal allantoïdien, qui reste normalement perméable à l'urine. Il permet de tirer la pointe de la vessie vers le haut. Entre les artères ombilicales et l'ouraque est tendu le fascia pré-vésical. À son niveau, l’artère ombilicale est bouchée car après l'obturation du cordon ombilical à la naissance, elle ne possède plus de branche de décharge du sang. Elle se transforme alors en ligament ombilical. 
La miction est contrôlée par des fibres nerveuses parasympathiques et sympathiques issues des racines nerveuses sacrées S2 à S4. L'inhibition de ce réflexe est un apprentissage dans l'espèce humaine, qui se manifeste par la propreté et la continence. Elle est sous contrôle central, au niveau de centres nerveux du pont (dans le tronc cérébral).
L'étude des fonctions urinaires est l'urodynamique. Le syndrome de la vessie timide est appelé parurésie.
La physiologie de la miction se déroule chronologiquement par :
1. l'atteinte de la capacité physiologique (300 ml)[1] ;
2. les récepteurs à l'étirement de la paroi vésicale transmettent des influx nerveux aux centres cérébraux supérieurs qui nous informent de l'envie d'uriner ;
3. la contraction du détrusor et relâchement du sphincter lisse ;
4. il y a miction par relâchement volontaire du sphincter externe, sous le contrôle de la volonté, par l'intermédiaire des nerfs moteurs somatiques.

## Exploration de la vessie
- Le cystogramme consiste en une radiographie de la vessie.
- L'échographie est un examen indolore, utilisant la réflexion d'ultrasons. Elle se fait, en règle générale, vessie pleine, c'est-à-dire en demandant au sujet de bien boire et de ne pas aller uriner.

Le BladderScan (scanneur de vessie) utilise le même principe mais de façon beaucoup plus simple, afin de vérifier le contenu d'une vessie chez un patient qui ne maîtrise plus ses mictions. L'appareil donne un volume approximatif de la vessie. Le soignant peut ainsi vérifier qu'elle est bien pleine avant de faire un sondage vésical.
La cystoscopie consiste en l'introduction d'un tube fin, muni de fibres optiques, par le méat urinaire, ce qui permet de visualiser les parois de la vessie.
- L'urographie intraveineuse est moins pratiqué actuellement. L'injection dans une veine d'un produit iodé permet la visualisation des reins, puis des voies excrétrices et enfin de la vessie.
- L'urodynamique consiste en l'étude des pressions et des débits urinaires, par l'utilisation de sondes reliées à des capteurs de pression.

## Maladies de la vessie
- Cancer de la vessie
- Cystite (infection de la vessie)
- Incontinence urinaire
- Rétention aiguë d'urine
- Exstrophie
- Traumatisme pelvien
- Maladie du col vésical
- Cystite interstitielle

## Dans la culture

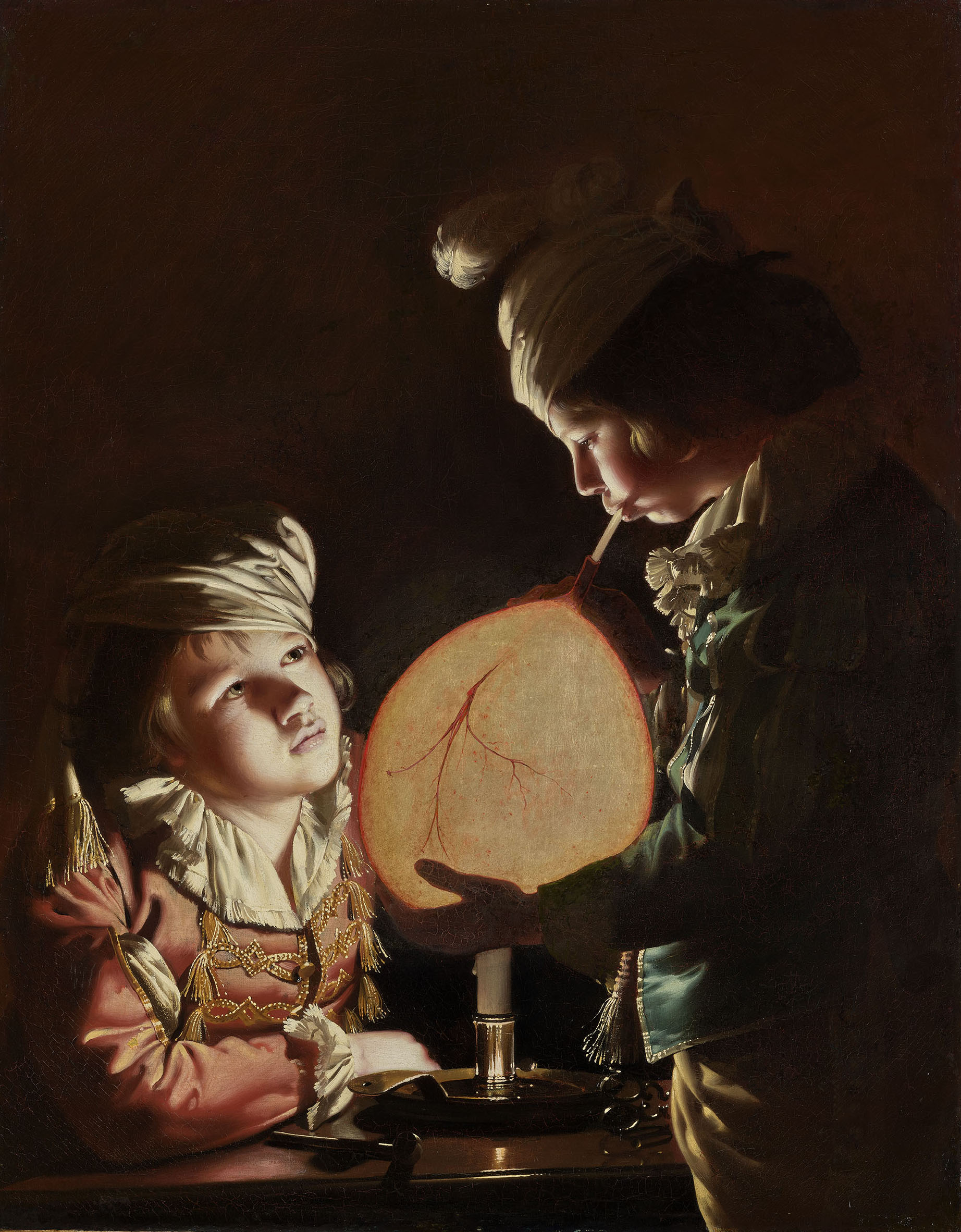
Deux garçons avec une vessie, par Joseph Wright of Derby en 1767.

En artisanat, de l'Antiquité jusque dans le courant du XXe siècle, une vessie d'animal séchée pouvait être utilisée comme récipient. L'expression « faire prendre des vessies pour des lanternes » garde mémoire de ce type d'utilisation.